# Coppa di Francia 1955-1956
La Coppa di Francia 1955-1956 è stata la 39ª edizione della coppa nazionale di calcio francese.

## Risultati

### Trentaduesimi di finale
| Squadra 1           | Risultato   | Squadra 2          |
| ------------------- | ----------- | ------------------ |
| Olympique Alès      | 3 - 2       | AS Giraumont       |
| Monaco              | 3 - 0       | Olympique Avignone |
| FC Nancy            | 5 - 1       | Jura Dolois        |
| Nizza               | 6 - 1       | US Saint-Gaudens   |
| Nîmes               | 2 - 0       | Perpignan          |
| Stade Français      | 4 - 0       | Cambrai            |
| Stade Reims         | 5 - 0       | Saint-Malo         |
| Rennes              | 5 - 0       | CO Vincennes       |
| Saint-Étienne       | 2 - 1       | Wydad Casablanca   |
| Red Star            | 2 - 2 (dts) | Dieppe             |
| Sedan-Torcy         | 2 - 0       | SO Bruay-en-Artois |
| Sochaux             | 9 - 0       | AS Hautmont        |
| Strasburgo          | 4 - 0       | Sète               |
| Tolosa              | 7 - 0       | Thiers             |
| AS Troyes-Sav.      | 3 - 3 (dts) | Montpellier        |
| Olympique Marsiglia | 4 - 1       | USM Montargis      |
| Olympique Lione     | 10 - 0      | SR Delle           |
| Angers              | 5 - 1       | Cherbourg          |
| JA Armentières      | 2 - 0       | Feignies-Aulnoye   |
| Béziers             | 3 - 0       | AJ Rochechouart    |
| Blénod              | 3 - 1       | Valenciennes       |
| AAJ Blois           | 3 - 2       | Nantes             |
| Bordeaux            | 2 - 1       | Pays d'Aix         |
| Brest               | 2 - 1       | Le Mans            |
| Caen                | 3 - 2       | RC Paris           |
| Lilla               | 4 - 1       | Roubaix-Tourcoing  |
| Lens                | 3 - 0       | SPN Vernon         |
| Le Havre            | 3 - 1       | Metz               |
| Grenoble            | 2 - 1       | Stade Raphaëlois   |
| Épinal              | 2 - 0       | VGA Saint-Maur     |
| Cannes              | 3 - 1       | Draguignan         |
| RC Vichy            | 5 - 0       | Moulins            |

#### Spareggi
| Squadra 1      | Risultato | Squadra 2   |
| -------------- | --------- | ----------- |
| Red Star       | 5 - 1     | Dieppe      |
| AS Troyes-Sav. | 3 - 2     | Montpellier |

### Sedicesimi di finale
| Squadra 1           | Risultato   | Squadra 2      |
| ------------------- | ----------- | -------------- |
| Angers              | 6 - 3       | AAJ Blois      |
| AS Troyes-Sav.      | 0 - 0 (dts) | Sochaux        |
| Sedan-Torcy         | 5 - 1       | Épinal         |
| Saint-Étienne       | 2 - 0       | Lilla          |
| Stade Reims         | 4 - 0       | Tolosa         |
| Nîmes               | 3 - 2       | Blénod         |
| Nizza               | 2 - 1       | RC Vichy       |
| FC Nancy            | 4 - 1       | JA Armentières |
| Olympique Marsiglia | 2 - 0       | Strasburgo     |
| Béziers             | 2 - 0       | Stade Français |
| Brest               | 1 - 0       | Cannes         |
| Grenoble            | 1 - 1 (dts) | Rennes         |
| Le Havre            | 2 - 0       | Monaco         |
| Lens                | 3 - 2       | Bordeaux       |
| Olympique Lione     | 1 - 0       | Red Star       |
| Caen                | 1 - 0       | Olympique Alès |

#### Spareggi
| Squadra 1      | Risultato   | Squadra 2 |
| -------------- | ----------- | --------- |
| AS Troyes-Sav. | 3 - 1       | Sochaux   |
| Grenoble       | 0 - 0 (dts) | Rennes    |

#### Replay
| Squadra 1 | Risultato | Squadra 2 |
| --------- | --------- | --------- |
| Grenoble  | 2 - 0     | Rennes    |

### Ottavi di finale
| Squadra 1       | Risultato   | Squadra 2           |
| --------------- | ----------- | ------------------- |
| Lens            | 4 - 1       | Caen                |
| Olympique Lione | 5 - 1       | Brest               |
| FC Nancy        | 6 - 1       | Olympique Marsiglia |
| Nizza           | 4 - 1       | Le Havre            |
| Stade Reims     | 1 - 1 (dts) | Béziers             |
| Saint-Étienne   | 3 - 1       | Angers              |
| Sedan-Torcy     | 7 - 3       | Grenoble            |
| AS Troyes-Sav.  | 1 - 0       | Nîmes               |

#### Spareggi
| Squadra 1   | Risultato | Squadra 2 |
| ----------- | --------- | --------- |
| Stade Reims | 2 - 0     | Béziers   |

### Quarti di finale
| Squadra 1       | Risultato   | Squadra 2     |
| --------------- | ----------- | ------------- |
| AS Troyes-Sav.  | 3 - 2       | Stade Reims   |
| FC Nancy        | 3 - 1 (dts) | Lens          |
| Olympique Lione | 3 - 0 (dts) | Nizza         |
| Sedan-Torcy     | 2 - 0       | Saint-Étienne |

### Semifinali
| Squadra 1      | Risultato | Squadra 2       |
| -------------- | --------- | --------------- |
| AS Troyes-Sav. | 3 - 2     | FC Nancy        |
| Sedan-Torcy    | 1 - 0     | Olympique Lione |

### Finale
| Arbitro: | Maurice Guigue |

| |            | |
| Cuenca 13’ Thuane 34’ (aut.) Tillon 57’ | Marcatori  | 62’ Devlaminck |
| Pierre Vincent Daniel Carpentier Albert Eloy Maxime Fulgenzy Marcel Pascal Christian Oliver Claude Brény Michel Lefèbvre Pierre Tillon Célestin Oliver Diego Cuenca | Formazioni | Pierre Landi Jean Thuane Jacques Diebold François Czapski Jean Thomas Said Ferrad Erik Kuld Jensen Åke Hjalmarsson Fernand Devlaminck Bernard Delcampe Pierre Flamion |
| Louis Dugauguez | Allenatori | Roger Courtois |